# 通湖 (大克里斯)
52°09′38″N 13°41′01″E / 52.160671°N 13.683643°E
通湖（德語：Tonsee），是德國的湖泊，位於該國西南部，由勃蘭登堡州負責管轄，處於達默-施普雷瓦爾德縣，長0.5公里、寬0.3公里，面積0.09平方公里，海拔高度32米，最大水深19米。